# Peter Kennaugh
Peter Kennaugh MBE (nascido em 15 de junho de 1989) é um ciclista manês, profissional desde 2010. É atual membro da equipe inglesa de categoria UCI ProTour, Team Sky. Destacou-se especialmente no ciclismo de pista, onde obteve suas maiores conquistas.
Em 2012, como membro da equipe britânica, ele ganhou a medalha de ouro na prova de perseguição por equipes, disputada nos Jogos Olímpicos de Londres. Tornou-se o primeiro manês em 100 anos a ganhar o ouro olímpico.